# Illinois State Route 104
Die Illinois State Route 104 (kurz IL 104) ist eine State Route im US-Bundesstaat Illinois, die in Ost-West-Richtung verläuft.
Die State Route beginnt in der Downtown von Quincy und endet nördlich von Taylorville an der Illinois State Route 29. Früher führte die IL 104 von Mount Sterling nach Taylorville. Der alte Abschnitt gehört seit 1937 zur Illinois State Route 99.